# 1-й Чехословацкий армейский корпус

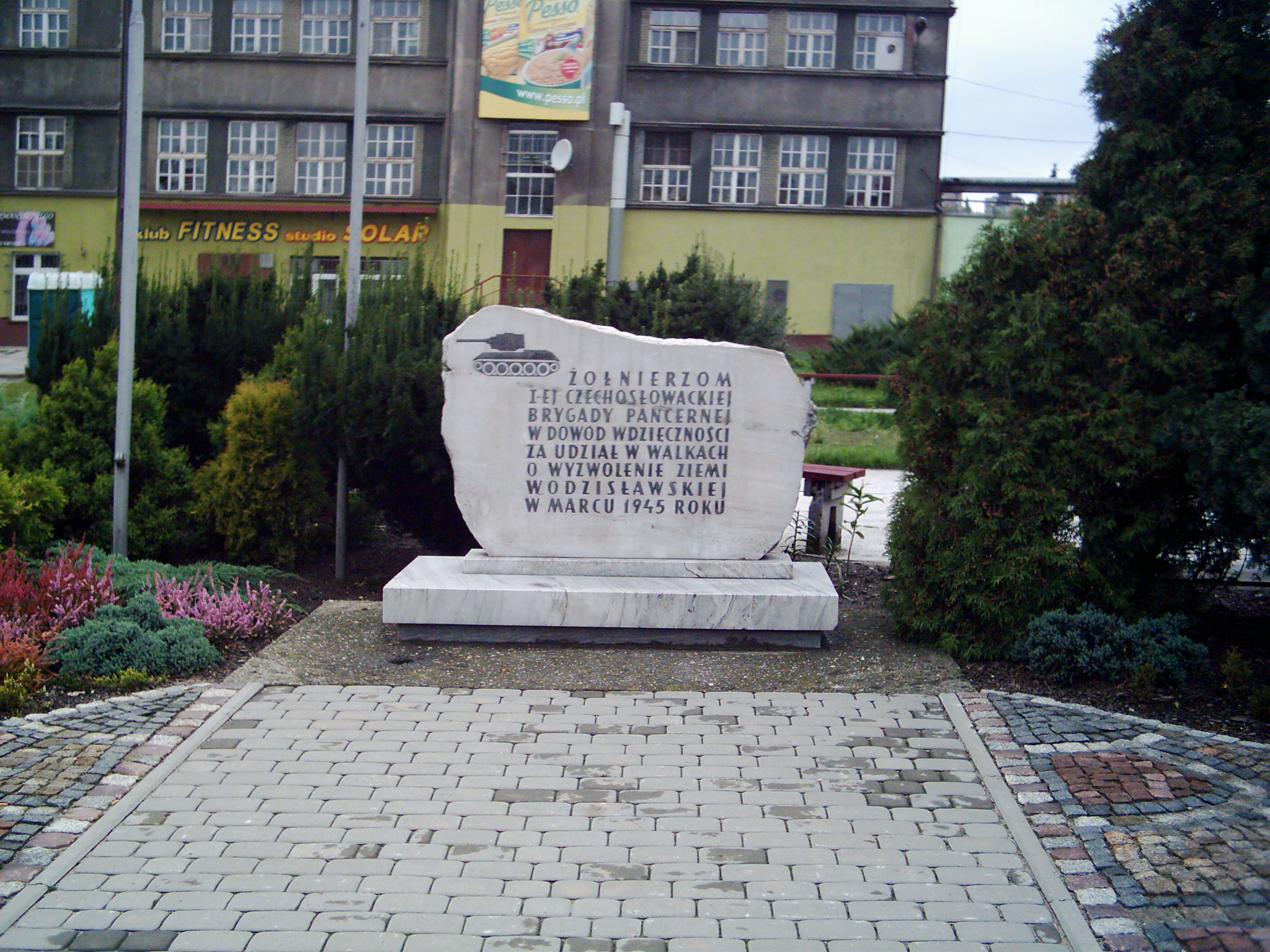
Памятник Воинам 1-го Чехословацкого армейского корпуса, Силезия, Польша.

1-й Чехословацкий армейский корпус (1чсак, чеш. 1. československý armádní sbor, словац. Prvý česko-slovenský armádny zbor v ZSSR) — чехословацкое общевойсковое соединение (стрелковый корпус), сформированное в годы Великой Отечественной войны на территории СССР и воевавшее совместно с РККА на советско-германском фронте.

## Предыстория создания чехословацких частей в СССР
После оккупации Чехословакии нацистской Германией 15 марта 1939 года большое количество бывших военнослужащих расформированной оккупантами чехословацкой армии покинуло страну. Из их числа в марте 1939 года в Польше началось формирование Чехословацкого легиона. Его численность превышала 900 человек, он располагался в Кракове, Львове и других городах на востоке Польши. На вооружении легиона было всего 12 пулемётов и 50 винтовок, боеспособной частью он не являлся.
После начала германо-польской войны в сентябре 1939 года легион начал отступление к восточной границе страны и после вступления советских войск в Польшу 18 сентября 1939 года в районе Тернополя встретился с советскими войсками и сложил оружие. Личный состав легиона был объявлен интернированными лицами и в течение зимы 1939—1940 года был размещён в районе Каменец-Подольска, а с весны 1940 года — в Суздале. С 1940 года СССР не препятствовал выезду бывших легионеров во Францию и другие страны для участия в боях против Германии в армиях западных союзников. Основная масса бывших легионеров воспользовалась этой возможностью.
Однако с нападением Германии на СССР ситуация изменилась. На переговорах между СССР и чехословацким правительством в изгнании в Лондоне 18 июля 1941 года было подписано союзническое соглашение, в одном из пунктов которого СССР разрешал формирование чехословацких частей на советской территории. 27 сентября 1941 года было подписано советско-чехословацкое соглашение, согласно которому разрешалось формирование на территории СССР национальных чехословакцих воинских частей, причем командовать ими должны лица, назначенные Чехословацким правительством, но действовать эти части на фронте должны под советским Верховным Командованием. Военное соглашение к этому договору было подписано в Москве 27 сентября 1941 года.

## 1-й отдельный Чехословацкий пехотный батальон
К концу ноября 1941 года были согласованы основные вопросы и командование будущего батальона прибыло в Бузулук. 12 декабря ему были переданы специально освобожденные казармы в городе. Официально формирование батальона было начато 5 января 1942 года. Ядром батальона стали 93 бывших легионера, оставшиеся к тому времени в СССР.
В дальнейшем в батальон включались интернированные чехи и словаки (в том числе даже осуждённые за «нелегальное пересечение границы», для которых была объявлена специальная амнистия), советские граждане чехословацкого происхождения, русины (жители закарпатской части Чехословакии, отторгнутой Венгрией в 1939 году и бежавшие от венгров в СССР), бежавшие из Чехословакии евреи. По распоряжению Клемента Готвальда в батальон было направлено несколько десятков человек из числе чехословацких политических эмигрантов. Формирование батальона осуществлялось со значительными проблемами и проволочками. Впрочем, у них имелась и оборотная сторона: всё это время командир батальона Л. Свобода проводил интенсивную боевую учёбу, поэтому уровень подготовки личного состава батальона оказался очень высок.
Личный состав был обмундирован в чехословацкую военную форму, имел чехословацкие воинские звания и проходил службу по воинским уставам чехословацкой армии. По организационным вопросам батальон подчинялся чехословацкому правительству в изгнании, по оперативным — вышестоящему командованию тех советских войсковых частей, которым он придавался. В дальнейшем такой порядок сохранялся до конца войны.
27 января 1943 года батальону в торжественной обстановке было вручено боевое знамя. Через три дня он убыл на фронт.

## 1-я отдельная Чехословацкая пехотная бригада
Советское командование высоко оценило боевые качества 1-го чехословацкого отдельного пехотного батальона. Уже 29 апреля 1943 года было издано Постановление Государственного Комитета Обороны № 3265 о формировании на основе батальона 1-й отдельной Чехословацкой пехотной бригады. Формирование производилось в Новохопёрске. К 30.09.1943 года бригада насчитывала 3517 человек, в том числе 114 офицеров. В ней имелись танковая рота (20 танков), 30 миномётов, 28 орудий, 110 пулемётов, 43 противотанковых ружья, 11 зенитных установок. Число советских военнослужащих в бригаде было ограниченным в сравнении с войсковыми формированиями иных стран: так, в бригаде был только 21 офицер Красной Армии и 148 солдат. Они замещали должности военных специалистов, в которых у чехословаков был некомплект (медперсонал, радисты, часть артиллеристов).

## 1-й Чехословацкий армейский корпус
10 апреля 1944 года на базе бригады началось формирование 1-го Чехословацкого армейского корпуса, в состав которого вошли следующие части и соединения:
- 1-я отдельная чехословацкая пехотная бригада;
- 2-я отдельная чехословацкая воздушно-десантная бригада;
- 3-я отдельная чехословацкая пехотная бригада;
- отдельный танковый полк;
- артиллерийский полк;
- полк противотанковой артиллерии;
- зенитно-артиллерийский полк;
- батальон связи;
- сапёрный батальон;
- медико-санитарный батальон

Несколько позже был сформирован автомобильный батальон.
В июне 1944 года был создан 1-й отдельный чехословацкий истребительный авиаполк (32 самолёта).
В августе 1944 года была создана 1-я отдельная чехословацкая танковая бригада (65 танков, три танковых и один мотопехотный батальон).
В декабре 1944 года была создана 1-я отдельная смешанная чехословацкая авиадивизия (два истребительных и один штурмовой авиаполк, всего 99 самолётов и 114 пилотов).
В примыкающих к Закарпатью районах, где проживало много словаков и русинов, была проведена мобилизация бойцов в корпус.
В августе 1944 года корпус был переброшен на 1-й Украинский фронт, приближавшийся к чехословацкой границе в Карпатах.
По состоянию на конец августа 1944 года общая численность корпуса составила 16 171 военнослужащих, в том числе 623 советских военнослужащих.
В Восточно-Карпатской операции корпусу отводилась важная роль в ходе наступления на помощь начавшемуся Словацкому восстанию. Однако в первый же день участия в боях 9 сентября из-за неудовлетворительной разведки и слабого управления, две бригады корпуса попали под сосредоточенный удар артиллерии противника и понесли большие потери (611 человек). Командующий войсками фронта Маршал Советского Союза И. С. Конев своим приказом заменил командира корпуса, хотя не имел таких полномочий. Тем не менее, лондонское правительство было вынуждено подтвердить смену командующего.
Части корпуса в тяжёлых кровопролитных боях прорывали один за другим оборонительные позиции в горах. 20 сентября был освобождён город Дукля, а 6 октября штурмом взят укреплённый Дукельский перевал, расположенный на старой чехословацкой границе. В этот день чехословацкие и советские части вступили на чехословацкую территорию, положив начало освобождению Чехословакии от врага. До ноября корпус продолжал наступательные бои, затем перешёл к обороне. Более в тыл корпус не выводился, действуя на фронте до конца войны. Подготовка личного состава и переформирование подразделений осуществлялось в учебных и запасных частях корпуса.
До конца войны корпус воевал в составе 38-й армии 4-го Украинского фронта. С января 1945 года он наступал в ходе Западно-Карпатской операции, с февраля — в обороне, с марта — вновь в наступлении в Моравско-Остравской операции. 30 апреля 1945 года части корпуса с боями вступили на территорию чешских земель. Однако упорные бои с немецкой группой армий «Центр» продолжались до конца войны. Передовой отряд корпуса на советских танках 10 мая 1945 года вступил в Прагу. В этот же день части корпуса провели свой последний крупный бой.
17 мая 1945 года состоялся парад всего личного состава корпуса в Праге. С июня 1945 года на его базе началось формирование 1-й армии Чехословацкой народной армии. К концу войны на фронте сражалось 18 087 бойцов корпуса, а совместно с тыловыми и учебными частями его численность составляла 31 725 человек.
Потери корпуса (с учётом потерь отдельного батальона и отдельной бригады в 1943—1944 годах) составили 4011 человек погибшими, пропавшими без вести и умершими от ран, 14 202 человека — санитарные. К попавшим в плен бойцам корпуса немецкие войска испытывали животную ненависть, подвергая зверским пыткам и мучениям. Так, пятерых захваченных в плен раненых бойцов чехословацкого батальона у Соколово немцы повесили живыми вниз головой на морозе, перед этим у них были отрезаны уши, носы, языки. Обнаружив при захвате Харькова в одном из госпиталей 8 тяжелораненых бойцов батальона, немецкие солдаты убили их прямо на больничных койках. В боях в Словакии в 1945 году мучительные казни пленных бойцов (вплоть до сожжения живыми) носили массовый характер. За 26 месяцев боев чехословацкие войска уничтожили 24 600 гитлеровцев.
Кроме корпуса, в СССР были сформированы и другие воинские части. С января 1944 года формировалась 2-я чехословацкая воздушно-десантная бригада. В сентябре-октябре 1944 года она была заброшена в Словакию и сражалась совместно с повстанцами в ходе Словацкого национального восстания. После подавления восстания части бригады с большими потерями пробились через линию фронта и были включены в состав чехословацкого армейского корпуса. Кроме того, с мая 1944 года формировался чехословацкий истребительный авиационный полк, а с января 1945 года — чехословацкая смешанная авиационная дивизия. Они также принимали участие в боях.

## Командир
- с 10.04.1944 года — бригадный генерал Ян Кратохвил
- с 11.09.1944 года — бригадный генерал Людвик Свобода
- с 3.04.1945 года — бригадный генерал Карел Клапалек

## Награды
Чехословацкая бригада была награждена орденами Суворова II степени и Богдана Хмельницкого I степени, чехословацким Военным Крестом и медалью «За храбрость перед врагом».

## Отличившиеся воины корпуса
Несколько тысяч бойцов и командиров корпуса награждены советскими и чехословацкими орденами и медалями. Шестеро бойцов удостоены звания Героя Советского Союза: надпоручик Отакар Ярош, капитан Антонин Сохор, капитан Рихард Тесаржик, подпоручик Иосиф Буршик, поручик Степан Вайда, генерал армии Людвик Свобода. Шесть бойцов удостоены звания Героя Чехословацкой Социалистической Республики: генерал армии Людвик Свобода, генерал армии Карел Клапалек, подполковник Йозеф Коль, капитан Франтишек Врана, капитан Венделин Опатрны, надпоручик Рудольф Ясиок.
| Награда | Ф. И. О.                 | Должность                                                                                        | Звание        | Дата награждения                                           | Примечания                                                        |
| ------- | ------------------------ | ------------------------------------------------------------------------------------------------ | ------------- | ---------------------------------------------------------- | ----------------------------------------------------------------- |
|         | Буршик, Иосиф            | командир танковой роты танкового батальона                                                       | подпоручик    | 21 декабря 1943                                            |                                                                   |
|         | Вайда, Степан Николаевич | командир танкового батальона                                                                     | поручик       | 10 августа 1945, посмертно                                 | погиб 6 апреля 1945 года.                                         |
|         | Врана, Франтишек         | командир танковой роты                                                                           | капитан       | 6 октября 1969, посмертно                                  | погиб в 1944 году при штурме Дуклинского перевала                 |
|         | Клапалек, Карел          | командир Чехословацкого армейского корпуса                                                       | генерал армии | 24 мая 1968                                                | с 5 апреля 1945 года — командир Чехословацкого армейского корпуса |
|         | Коль, Йозеф              | командир пехотной бригады                                                                        | подполковник  | 6 октября 1969, посмертно                                  | погиб в 1944 году при штурме Дуклинского перевала                 |
|         | Лялькова, Мария          | снайпер 1-го чехословацкого отдельного батальона                                                 |               | ??                                                         |                                                                   |
|         | Опатрны, Венделин        | командир стрелкового подразделения                                                               | капитан       | 6 октября 1969, посмертно                                  | Погиб 31 октября 1944 года при штурме Дуклинского перевала        |
|         | Свобода, Людвик          | командир 1-го Чехословацкого армейского корпуса                                                  | генерал армии | 24 ноября 1965 24 ноября 1965, 30 апреля 1970, 30 мая 1975 |                                                                   |
|         | Сохор, Антонин           | командир роты автоматчиков 1-го пехотного батальона 1-й отдельной чехословацкой пехотной бригады | капитан       | 21 декабря 1943                                            |                                                                   |
|         | Тесаржик, Рихард         | командир роты танков Т-70 танкового батальона 1-й отдельной чехословацкой пехотной бригады       | капитан       | 21 декабря 1943                                            |                                                                   |
|         | Ярош, Отакар             | командир роты 1-го Чехословацкого пехотного батальона                                            | надпоручик    | 17 апреля 1943, посмертно                                  | погиб в бою 8 марта 1943 года.                                    |
|         | Ясиок, Рудольф           | командир танкового взвода                                                                        | надпоручик    | 6 октября 1969, посмертно                                  | погиб в 1944 году при штурме Дуклинского перевала                 |